# Jicchak Ben Jisra'el
Jicchak Ben Jisra'el (hebrejsky: יצחק בן ישראל) je izraelský důstojník, politik a bývalý poslanec Knesetu za stranu Kadima.

## Biografie
Narodil se 26. července 1949 v Tel Avivu. Sloužil v izraelské armádě, kde působil od absolvování střední školy (ha-Gymnasia ha-Ivrit Herzlija v Tel Avivu) roku 1967 až do svého penzionování v roce 2002. Zastával několik armádních postů, řídil analytické a výzkumné oddělení při zpravodajské službě vojenského letectva. V letech 1991–1997 řídil výzkumné a vývojové oddělení izraelské armády a ministerstva obrany. V lednu 1998 byl povýšen na generálmajora (Aluf). Na Telavivské univerzitě vystudoval matematiku, fyziku a filozofii a v roce 1988 zde obdržel doktorát. Hovoří hebrejsky a anglicky.

## Politická dráha
Od roku 2005 je ředitelem izraelské kosmické agentury, kde již od roku 2002 působil jako konzultant. Od roku 2002 vede na Telavivské univerzitě program bezpečnostních studií. V letech 2000–2002 byl ve správní radě podniku Israel Aerospace Industries. Zasedal ve správních radách firem Israel Corporation nebo Teva Pharmaceutical Industries. Je držitelem několika státních a vojenských ocenění, například ceny izraelského letectva, která mu byla udělena roku 1976 za vývoj systému C4.
V izraelském parlamentu zasedl po volbách do Knesetu v roce 2006, ve kterých kandidoval za stranu Kadima. Mandát ale získal až jako náhradník za Šimona Perese (ten se stal prezidentem) v červnu 2007. V letech 2007–2009 v Knesetu působil jako člen finančního výboru, výboru pro zahraniční záležitosti a obranu, výboru pro drogové závislosti, výboru pro vědu a technologie a výboru petičního. Předsedal podvýboru pro prověření civilní obrany. Angažoval se v parlamentní lize izraelsko-indického přátelství.